# تسيغميد باتشولون
تسيغميد باتشولون Tsegmed Batchuluun (ولد في 4 فبراير 1987) لاعب شطرنج منغولي يحمل لقب أستاذ كبير.
- فاز ببطولة منغوليا للشطرنج أعوام 2006، 2014، 2015، 2017.
- حصل على لقب أستاذ كبير عام 2012 من الاتحاد الدولي للشطرنج فيدي.
- مثل بلاده في أولمبياد الشطرنج أعوام 2006، 2010، 2012، 2014 و2016.

## وصلات خارجية
- تسيغميد باتشولون على موقع الاتحاد الدولي للشطرنج (الإنجليزية)
- تسيغميد باتشولون على موقع مباريات الشطرنج (الإنجليزية)
- تسيغميد باتشولون على موقع 365Chess.com (الإنجليزية)
- تسيغميد باتشولون على موقع Chesstempo.com (الإنجليزية)
- تسيغميد باتشولون سجل أولمبياد الشطرنج على موقع OlimpBase.org (الإنجليزية)
- تسيغميد باتشولون سجل أولمبياد الشطرنج على موقع OlimpBase.org (الإنجليزية)